# Nomokanon
Nomokanon (av grekiskans nomos 'lag' och kanon 'tros- och levnadsregler') är en lagsamling för ortodoxa kyrkan.